# Бетмен: Убиствени виц
Бетмен: Убиствени виц (енгл. Batman: The Killing Joke) је једнократни графички роман Ди-Си комикса из 1988. године који садржи причу о Бетмену и Џокеру, а написао ју је Алан Мур док је за цртеж био задужен Брајан Боланд. Убиствени виц је прича о пореклу антијунака Џокера, инспирисана причом из 1951. г. познату као The Man Behind the Red Hood! (Човек испод Црвене кациге!). Џокерово порекло представљено је флешбековима, док се савремени временски ток приче прати њега како покушава да залуди комесара Џима Гордона као и Бетменов очајнички покушај да заустави то.
Ову причу створили су Мур, Боланд и Хигинс као сопствени поглед на Џокерово порекло и психологију. Прича се прославила по томе што Џокерово порекло открива да је он, у ствари, трагична личност који је некада био породични човек, али поставши пропали комичар трпи само „један лош дан” што га је коначно излудело. Мур је изјавио да је покушао да покаже сличност и контраст између Бетмена и Џокера. Ефекти приче на главни ток Бетменове повести и континуитета такође су укључивали рањавање и парализу Барбаре Гордон (која ће постати Бет-девојку), догађај који води ка разоткривању компаније „Оракл”.
Многи критичари сматрају да је графичко роман коначна прича о Џокеру и једна од најбољих прича о Бетмену икада објављена, иако је експлоатацијски приказ Барбаре Гордон изазвао негативне критике. Стип је озвојио награду „Ајзнер” за најољи графички албум 1989. г. и појавио се на листи најпродаванијих дела Њујорк тајмса 2009. г. Године 2006. Убиствени виц је поново штампан као део Ди-Си прича које је написао Алан Мур. Две године доцније Ди-Си комикс је поново објавио причу у делукс тврдоукориченој едицији која садржи нови колор Боланда са суморнијом, реалистичнијом и пригушенијом палетом боја од оригинала. Елементи Убиственог вица су били инспирација или су директно уграђени у свим медијима (стрип, филм, ТВ итд.) на којима се Бетмен приказивао.

## Позадина
Цртач Брајан Боланд добио је инспирацију након одгледаног филма Човек који се смеје. Џорданов га је директно позвао Боланда повезавши га са сценаристом Аланом Муром како би стоврио прихватљиву позадинску причу за Џокера. Џордано је причао: „Размишљао сам о томе ко ми је тренутно најдржаи писац, ког јунака би заиста волео да урадим и ког негативца? У основи сам смислио Алана, Бетмена и Џокера.”
Иако се с причом труди да нагласи да је за Џокера то само једна могућа прича о пореклу, она је широко прихваћена и усовјена у цео Ди-Си континуитет, а уредник Лен Вејн је морао од издавачака да тражи одобрење за средишње сакаћење Барбаре Гордон. Боланд је рекао да је видео „Судију Смрт (скоро) као сувог покушаја за илустрацију Џокера”. Он је такође истакао да „док је Алан завршавао Надзираче, он је готово изашао из Ди-Си поставе... на крају је само наставио Убиствени виц као услугу мени”.
Иако је ово једнократна прича на 48 страница, требало је ипак доста времена да се изради. И Мур и Боланд су познати по свом педантном и дуготрајном раду; обојица су доскора радила на дванаестоделним серијалима — Мур Надзираче, а Боланд Каменлот 3000 — која су каснила. Боланду је помогао опуштени став Ди-Сија, како је истакао „изгледали су спремни да ми дозволе да радим својим темпом”. Првобитни уредник Лен Вејн напустио је компанију, а заменио га је Денис О’Нил за кога Боланд истиче да је „врло спретан тип”.
Боланд је замислио флешбекове у црно-белој техници и рекао је бојачу Надзирача Џону Хигинсу да користи „пригушене новембарске боје”. Боланд је био узнемирен када је видео готов стрип и оценио га је као „грозан... одвратне ужарене љубичасте и ружичасте... моји драгоцени ерејзерхед-овски флешбек је преправљен наражнџастом бојом”. У издању стрипа који је објављен 2008. године представљена је нова Боландова боја, враћајући његове првобитне уметничке намере.

## Радња
Човек који ће постати Џокер је неименовани инжењер који напушта постао у хемијској фирми да би постао стендап комичар. Када пропадне у стендап комедији, у очајању због немогућности издржавања своје трудне супруге Џени, он пристаје да води двојицу криминалаца кроз његову бившу фирму како би они могли да опљачкају фабрику за производњу карата која се налази тик поред те хемијске компаније. Током планирања полиција га обавештава да су му супруга и нерођено дете погинули када их је спржила струја из електричног грејача. Ожалошћен, јер сада нема више за кога да се обогати, он покужава да се повуче из плана, али га криминалци снажно бодре да би лакше одрадили посао.
У фабрици га криминалци натерају да навуче посебну кацигу како би постао злогласна Црвена кацига. Као што су криминалци претходно рекли неименованом инжењеру, они користе ову маску како би скренули пажњу на себе. Када уђу унутри, они наиђу на обезбеђење, долази до пуцњаве и двојица криминалаца бивају убијена. Инжињер се суочава с Бетменом који преузима потеру за њим.
Уплашен, инжењер бежећи од Бетмена ускаче у отпадне воде хемијске фабрике која га избацује ван постројења. Изронивши, он са ужасом открива да су хемикалије трајно избелиле његову кожу у кречњачку белу боју, појачале боју усана у рубин црвену и обојиле косу у зелено. Његова унакажена појава, с губитком породице, излуђује га потпуно и порађа Џокера.
У садашњем времену, Бетмен одлази у Лудницу „Аркам” да поразговара са Џокером о прекиду вишегодишње свађе између њих, али тамо схвата да је Џокер побегао и на његово место посадио лажног мамца. Убрзо након тога, Џокер пуца у стомак Барбари Гордон и отима њеног оца, комесара Џејмса В. Гордона. Метак промашује виталне органе, али оштећује кичму трајно паралишићи је. Џокер затвори Гордона у запуштени забавни парк. Његови људи туку Гордона, скидају га голог и стављају га у парк црикуских џудака. Иако није изричито речено, подразумева се да је Гордон добио ЛСД како би лакше ментално излудео комесара. Џокер га насилно стави за једну ролеркостер вожњу у парку и приморава га да погледа разбацане фотографије његове кћери Барбаре која лежи гола на поду свога стана након пуцњаве. Једном када Гордон да знаке лудила, Џокер га исмева као „просечног човека”, наивног слабића осуђеног на лудило.
Бетменови покушаји да пронађе комесара Гордона нису успешни све док му Џокер не пошаље „бесплатне карте” које га воде у забавни парк. Бетмен стиже да спаси Гордона, а Џокер се повуче у унутрашњост једног од шатора. Иако је измучен, Гордон задржава здрав разум и морални кодекс инсистирајући на томе да Бетмен ухвати Џокера „по правилима” како би му показао да свет праведника ипак функционише. „Морамо му показати да наш начин функционише!”, истакао је Гордон Бетмену. Бетмен улази у шатор и измиче Џокеровим замкама, док Џокер покушава да убеди свог непријатеља да су живот и свет „црњак” и да се не треба борити за њега, као и да је „све што је ико икада вредновао и зашта се борио... све је то монструозни, поремећени гег”. „Ето толико је свет удаљен од совога где сам ја. Само један лош дан” да обичан човек полуди, истиче у једном тренутку Џокер алудиравши да је случајно постао супер злоћа.

Бетмен разувери Џокера и каже му да је Гордон ипак преживео Џокерове муке и сугерише му да није крив један лош дан, већ појединац који очито, као Гордон, може, а и не мора да изађе на крај са животним недаћама као нормалан човек. Бетмен покужава доћи до Џокера и нуди му помоћ да га рехабилитује како би окончао њихов вечни рад, за који се Бетмен боји да би могао резултирати борбом до смрти у којој ће можда Џокер убити Бетмена, а можда и обратно. Џокер одбија, говорећи да је „касно за то. Прекасно.” (Бетменова победа: успева да уозбиљни неозбиљног Џокера.) Затим каже да га ова ситуација подсећа на шалу о двојици затвореника у лудници који покушавају да побегну: 
„Била два типа у лудници... И једне ноћи, једне ноћи њих двојица одлуче да не желе више да буду у лудари. Одлуче да побегну! И тако ти се они попну на кров, кад тамо преко уског јаза виде кровове града који се протежу на месечини... Протежу ка слободи. Е сад, први тип прескочи без проблема. Али тај други се није усуђивао да скочи, видиш... Уплашио се да ће пасти. И тако први тип добије идеју... Каже: 'Хеј, понео сам батеријску лампу! Упалићу је кад преко јаза између зграда. Можеш да пређеш преко снопа светла и придружиш ми се!' Али други тим одмахује главом. И каже. И каже: 'Шта ти мислиш да сам ја? Луд? Угасићеш лампу кад будем на пола пута!”
Батман се насмеје на поенту вица, као и Џокер. (Џокерова победа: успева да поентира на крају вица, насмејавши тако озбиљног Бетмена.) Главни ликови стоје на киши и смеју се, а полицијска светла се огледају у барицама прљаве воде и Бетмен пружи руке на Џокера и престаје смех.

## Теме и анализе
Књига објашњава Мурову тврдњу да су психолошки „Бетмен и Џокер две слике једног лика у огледалу”, продубљујући везу између њих двојице. Сама прича показује како су се Џокер и Бетмен помирили са својим трагедијама које су им промениле живот, а које доцније воде до њиховога садашњег живота и сукоба. Критичар Џеф Клок даље објашњава да су „и Бетмен и Џокер креације случајног и трагичног 'једног лошег дана'. Бетмен је свој живот проводи у тражењу смисла случајне трагедије, док Џокер одражава апсурдност живота и сву његову случајну неправду.”
Муке на које Џокер ставља комесара Гордона треба да послуже као „доказ да постоји нешто закопано дубоко у сваком човеку, зрно лудила, који једноставно чека прави тренутак да експлодира”. За разлику од Џокера, Гордон излази из својих мука с нетакнутим разумом и моралним кодексом. Прича је такође позната по томе што је променила начин виђења модерног доба стрипа на Бетмена који је мрачан јунак. Стрип, међутим, иде дубље како би представио Бетменову сопствену психологију — да је он на свој начин једнако луд као Џокер и да Џокер и он перципирају свет различитим гледиштима. Према једном гледишту, Бетмен и Џокер, који се годинама боре, све своје спорове завршавају тако што се о свему добро насмеју. Још једно популарно гледиште је изнео сценариста стрипова Грент Морисон. Он наводи да Бетмен на крају убија Џокера па се зато роман зове Убиствени виц. Међутим, ово тумачење није компатибилно с сценаријом Алана Мура.
Џокер служи као непоуздан приповедач овог романа. Признаје сопствену несигурност јер има различита сећања на појединачни догађај („Некада се сећам на један начин, некада на други... Кад већ морам да имам прошлост, бирам да она има вишеструке изборе!”).

## У осталим медијима

### Филм

#### Играни
- У филму Бетмен: Повратак Мрачног витеза, Тим Бертон је споменуо да је Убиствени виц утицао на његову филмску адаптацију Бетмена, тачније на Џокерово порекло. Бертон је истакао: „Никада нисам био дирљив љубитељ стрипова, али увек сам волео слику Бетмена и Џокера. Разлог што никада нисам био љубитељ стрипова — а мислим да је то почело када сам био дете — је тај што никада нисам могао да препознам који сличицу би требало да прочитам. Не знам да ли је то била дислексија или шта већ, али зато сам волео Убиствени виц, јер сам први пут могао да знам која слика иде после. То ми је омиљени стрип. То је први стрип који сам икада заволео. А успех тих графичких романа учинио је наше идеје прихватљивим.”[9]
- Редитељ Кристофер Нолан поменуо је да је Убиствени виц утицао на причу о Џокеру кога је тумачио Хит Леџер у филму Мрачни витез 2008. г. Двосмислена прошлост Џокера, вишестручност његовог избора прошлости, те непоуздани приповедач који пружа алтернативне могућности свог порекла и жељу да докаже став да било ко може бити доведен до расула и нихилизма попут његга због трагедија, дуготрајне патње и тешког ментланог стања које је примарна тема током филмског приповедања — инспирисана је стрипом. У обе приче Џокер покушава да исквари једног од Бетменових савезника користећи њихову тугу због недавних породичних трагедија с тим што Џокер у филму то успева да уради. Леџер је такође изјавио да је добио копију графичке новеле Убиствени виц као инспирацију за тумачење улоге.[10]
- Сценариста и редитељ Тод Филипс изјавио је да је Џокеров пад у психопатско стање и нихилистичко лудило мрачног и психотичног криминалца након неуспешне каријере стендап комичара, његове прошлости као борца из ниже класе и његове двосмислене, вишеструке прошлости коју је он умислио у Убиственом вицу је послужио као инспирација за наративе и тематске елементе играног филма Џокер из 2019. г.[11] Српски филозоф, критичар филма и стрипа Никола Танасић упоредивши ова два дела истиче:

„Попут Филипсовог Артура Флека, Муров неименовани протагониста је психички нестабилни неуспешни комичар који се свакодневно бори са сиромаштвом и немаштином у окружењу које га презире, да би га серија несрећних случајева и „суманутост света у коме живи“ гурнула на пут лудила и злочина. Али док у стрипу приповест о Џокеровој прошлости представља само један део основне приче, Филипсов филм се у тој причи у потпуности исцрпљује, са њом се завршава.”

„Разлика између ове две приче је суштинска. Код Мура, теза да „сплет социјалних околности“ може од било ког несрећника направи манијакалног убицу, и да га самим тим опере од одговорности за властите злочине, тестирана је у другом делу приче, када Џокер злоставља и обогаљује ћерку комесара Гордона – Барбару Гордон — на очиглед њеног оца у намери да „сломи дух“ овог честитог полицајца и отера га у лудило. Ово му, међутим, не полази за руком, и Гордон, мада емотивно сломљен, остаје прибран и чак захтева од Бетмена да се не свети Џокеру за злочин против његове ћерке, већ да „успостави моралну границу“ између њих двојице тако што ће доказати да је свако способан да доноси моралне изборе, и самим тим одговоран за своје поступке. Све ово звучи флоскуларно (што је честа бољка стрип-наратива), али је у изведби изузетно ефектно — пластичност и патос  необузданог насиља су вешто испреплетени са генијалношћу Муровог текста, а ефекат је подједнако уметнички успешан и морално задовољавајући.”

#### Анимирани
- Прича која је у стрипу наведена у флешбеку реферише се и у анимираном филму Бетмен: Под црвеном кацигом. Црвена Кацига намами Бетмена у хемијску фабрику у којој се догодила Џокерова несрећа. Поновни повратак затим показује да је Џокер у бегу покушао да побегне, али се случајно саплео у хемикалије које га дегенеришу. Негативац у филму, Џејсон Тод — кога је Џокер убио и који преузима некадашњи злочиначки идентитет свог убице (Џокера), након што га је Рас ал Гул вратио у живот — назива га највећим Бетменовим неуспехом. Џејсон се такође ослања на Џокеров чин сакаћења Барбаре.[13]
- Анимирани филм Бетмен: Убиствени виц објављен је на блуреју и ДВД-у 2. августа 2016. г, а био је приказан јула исте године у биоскопима. Филм је режирао Сам Лију, извршни продуцент је био Брус Тим. На овом филму су гласове позјамљивали Кевен Конрој, Марк Хамил и Тара Стронг.[13] Адаптација је добила мешовите, али у већој мери негативне критике.[14] Прича укључује и Барбарину одлуку да се повуче као Бет-девојка након кризе која укључује рат мафије, као и кратак сношај између Бетмена и ње на крову зграде што се посебно згадило публици.

### Видео игрице
- Видео игра Batman: Arkham Knight из 2015. г. приказује Џокеров атентат на Барбару Гордон као једну од халуцинација коју Бетмен доживљава.[15]

### Роман
Писац Христа Фауст и Гари Филипс написали су роман као адаптацију приче Алана Мура. Објављен је 25. септембра 2018 у издању издавачке куће Тајтан букс.

### Остало
Једна од две насловнице стрипа Дарквинг Дак, објављеног у марту 2011. г представљао је омаж насловници Брајана Боланда Убиствени виц.

## Пријем код публике и наслеђе
Графичи роман је освојио награду „Ајзнер” 1989. г. за најбољи графички албум и за најбољег сценаристу (Мур). Хилари Голдстин из ИГН комикса похвалила Убиствени виц називајући га „с пола снаге највећом причом о Џокеру икад испричаном” додајући да је „Муров ритмични дијалог и Боландова органска уметност стварају јединствеу причу која је често опонашана, али никада подударана” ИГН је Убиствени виц прогласио трећим графичком романом о Бетмену, након Повратка Мрачног витеза и Бетмен: Година прва. Џејмс Донели из Поп синдикејта је назвао Убиствени виц „једним од највећих стрипова 20. столећа”. Ван Џенсен из Комикмикса је истакао да када је изнова читао овај стрип „сваки пут сам остао запањен колико Алан Мур и брајан Боланд уружено пакују причу таквог интезитета, окрутности и хуманости у тим страницама.” Б. Л. Вулдриџ из Бетмена у стриповима назвао је овај графички роман „невероватном причом у којој је Мур у најбољем издању инспирисао цртача Брајана Боланда тако да изазива страхопоштовање”. Историчари стрипа Роберт Гринбергер и Метју К. Менинг описују ову причу као „дефинитивну Џокер причу свих времена”. Менинг га је додатно назвао „једном од најмоћнијих и најузбудљивијих прича у повести Града Готама”.
Себ Патрик из Ден оф гика такође је имао помешан одговор називајући Убиствени виц „једним од најцењенијих и најутицајнијих прича о Бетмену икада и вероватно коначној Џокеровој причи”, али он додаје да то „није на оном нивоу (Мура) као што су Надзирачи, В као Вендета и Лига изузетних џентлмена”.

### Одговор ствараоца
У интервјуу 2000. године, Мур је критиковао свој рад рекавши: „Мислим да то није баш добра прича. Не говори ништа занимљиво.” Касније је је резимирао књигу: „хтео сам да кажем... (да) постоји много сличности између Бетмена и Џокера. То је била поента Убиственога вица.” Три године доцније је даље објаснио зашто га је, уназад гледајући, управо тај став навео да га сматра једним од својих лошијих дела:
Убиствени виц је прича о Бетмену и Џокеру; не ради се ни о чему с чиме ће се икада сусрести у стварном животу јер Бетмен и Џокер нису попут било ког људског бића која је икада живело. Дакле, не реносе се важне информације за људски живот... Да, било је нешто за шта сам мислио да је неспретно, да сам погрешно проценио и да нема стварну важност за људе. Радило се само о неколико лиценцираних Ди-Си ликова који се заправо нису односили на стварни свет ни на који начин.
У интервјуу за часопис Визард из 2004. године, Мур је такође био критичан према својој одлици да осакати Барбару Гордон: „Питао сам Ди-Си да ли имају било каквих проблема с тим што сам осакатаио Барбару Гордон — која је у то време била Бет-девојка — и ако се сећам, разговарао сам са Лен Вејном који је био наш уредник на пројекту... (Рекао ми је): 'Аха, у реду, обогаљи кучку.' Вероватно је то било једно од подручја у којем је требало да ме зауставе, али нису.”

### Утицај из других прича о Џокеру
Критичар марк Волгер је написао да је Убиствени виц пружио „симпатичну причу о прошлости јер је изнео неке од најгаднјих офанзивних негативаца”. Мурова замисао Џокерова порекла користи елементе приче из стрипа „The Man Behind the Red Hood” (Detective Comics #168) 1951. г, која је утврдила концепт да је Џокер првобитно био ситни лопов познат под надимком Црвена кацига. Трагични и људски елементи приче о лику, у пару с Џокеровим врарварским злочинима, приказују његов лик више као тродимензионално људско биће. Током интервјуа са Салоном, Мур је објаснио да је Џокерова психотична природа могла бити узрокована „лошом одлуком” у његовоме животу.
На велику причу о Џокеровој прошлости из овог стрипа реферише се и 2004. г. у стрипу „Pushback” (Batman: Gotham Knights #50-55; репринтовану с #66 as Batman: Hush Returns), у којој догађаје посматра и извештава Загонетач, који препричава да су злочинци отели и убили трудну супругу хемојског инжењера пре него што је он постао Џокер, и да су га звали „Џек” (Баја) како би га придобили за себе.

### Феминистичке интерпретације
Многи феминисти тврде да се подразумева да је Џокер силовао Барбару Гордон. Графички роман је био тема феминистичке критике која се огледала на третман кроз који је прошла Гордон. Феминиста Брајан Кронин забележио је да су многи „читаоци сматрали да је насиље према Барбари Гордон било превише гадно, па чак је и Мур, ретроспективно, изразио незадовољство како је испала прича”. Феминисткиња Шерон Пакер пише: „Свима који сматрају да су феминистички критичари претерали с несрећом (Гордон) саветујем да погледају изворни материјал... Муров Убиствени виц је садистичка до сржи. Он приказује Гордон као разваљену и унакажену, са фотографијама који је приказују пре, за време и после злочина и то пред њеним везаним оцем, полицијским комесаром. Она је више него само инвалид.” Феминиста Џефри А. Браун примерио је да ова прича слуши као пример „релативно неједнаког насиља (којем су изложени женски ликови)”, а који се приказују у стрип индустрији као што су Ди-Си и Марвел комикс. Иако мушки ликови могу бити критично озлеђени или убијени, већа је вероватноћа да ће се они повратити у првобитни опис, док ће, с друге стране, „жене вероватније бити необавезно, али непоправљиво рањене попуд Барбаре Гордон (Џокер јој оштећује кичму) само из забаве, а она је после тога већ деценијама ограничена само на инвалидска колица”.
С друге стране, српски стрип критичар Никола Драгомировић сматра да је Барбара Гордон као инвалид постала „један од омиљенијих ликова из серијала о Бетмену.” Обогаљена Б. Гордон је доцније наставила свој живот као Пророчиште, талентовани хакер који помаже Бетмену из собе окружене рачунарима. Чак и када је у оквиру серијала „Нових 52” барбара редефинисана и престала је да буде инвалид, један део публике је негодовао јер је она била средишња фигура у том свету тако обогаљена, као против тежа свету суперјунака који је идеалан и без мана и физичких недостака.

## Репринтована издања
Убиствени виц је уврштен у 2006. г. колекције с меким увезом Ди-Си универзум: Приче Алана Мура.
Постоји више примерака оригиналног стрип графичког романа. Наслов на корицама вишеструких отисака мења боју.
Марта 2008. г. објављена је делукс верзија у тврдом повезу која садржи нове боје Брајана Боланда. Нове боје су имале црно-беле флешбекове (за разлику од Хигинсових јесењих боја) с једним или два предмета по панелу обојеним у ружичасту или црвену боју, све док кацига Црвене кациге не октрије праве боје. Поред поновног бојења страница, Боланд је уклонио жути овал око симбола слепога миша на Бетменовим грудима. Укључена је и обојена верзија Боландовоа Невиног човека (оригинално објављеног у Бетмен: Црно и бело). То издање садржи и увод Тима Сејла и пролог од Боланда. Ван Џенсен из Комикмикса рекао је да „нове боје заиста побољшавају стрип, дајући јој суптилност и суморност које нису присутне у оригиналу”. Џејмс Донели из Поп синдикејта говори да је првобитна верзија „надмашена новим Боландовим бојањем”, додавши да те боје „дају стрипу ванвременски квалитет”. Себ Патрик из Ден ов гика имао је слабу реакцију назвавши ново бојање флешбекова „врхунским”, али коментаришући да „неке (друге) промене изгледа имају мање смисла”.
Јубиларно издање за тридесетогодишњицу изашло је 2018. г.

### У Србији
Он је један од ретких стрипова који је и у Србији доживео свој репринт. Издавачка кућа Феникс прес издала је овај стрип 2011. г. у стандардом стриповском меком повезу. То издање најприближније је оном из 2008. г. јер садржи нове боје као и Сејлов предговор и Боландов поговор, али није великог апсолут формата, већ стандардног. Српско издање такође има кратку причу коју је написао и нацртао Брајан Боланд.
Десет година доцније, и Чаробна књига је издала овај стрип у апсолут издању (много већи формат).